# Dolgije provody
Dolgije provody (russisk: Долгие проводы) er en sovjetisk spillefilm fra 1971 af Kira Muratova.

## Medvirkende
- Zinaida Sjarko som Jevgenija Vasiljevna Ustinova
- Oleg Vladimirskij som Sasja Ustinov
- Jurij Kajurov som Nikolaj Sergejevitj
- Lidia Dranovskaja som Vykhodtseva
- Viktor Iltjenko som Pavel Konstantinovitj